# Rue de Crimée (Lyon)
Pour les articles homonymes, voir Rue de Crimée.
La rue de Crimée est une rue du quartier des pentes de la Croix-Rousse dans le 1er arrondissement de Lyon, en France.

## Situation et accès
La rue débute rue de Vauzelles et se termine rue Jean-Baptiste-Say. Elle est traversée par les rues Ozanam, Sainte-Clotilde, Saint-François-d'Assise, Raymond. La rue Rast-Maupas commence sur cette rue tandis que la trémie de la rue Terme passe sous la rue de Crimée. La circulation se fait dans le sens de la numérotation et à double-sens cyclable. Le stationnement se fait d'un seul côté jusqu'à la rue Saint-François puis des deux côtés.

## Origine du nom
La rue doit son nom à la guerre de Crimée (1853-1856) qui oppose l'Empire russe à la coalition formée de l'Empire ottoman, de l'Empire Français, du Royaume-Uni de Grande-Bretagne et d'Irlande et du royaume de Sardaigne. La guerre se termine par la victoire de la coalition et le traité de Paris.

## Histoire
Il y avait auparavant de vastes propriétés sur les pentes de la Croix-Rousse qui portaient le nom de clos. Il y avait ainsi le Clos Flandrin, le Clos Riondel, le Clos Bissardon, le Clos Jouveou le Clos Champavert.
En 1823, des actionnaires décident de créer un nouveau quartier dans un de ces clos nommé Riondel. Ils ouvrent des rues et les donnent en 1853 à la ville de Lyon à condition que la municipalité prenne en charge les frais de pavage et d'éclairage. 
En 1847, après la mort de la propriétaire du Clos Flandrin et malgré un procès des légataires universels, le Clos Flandrin, situé à côté du Clos Riondel, est morcelé peu à peu pour en faire des logements. Ce tènement s'étendait au nord, au chemin de ronde, appelé rue de Bellevue, derrière le rempart de la Croix-Rousse.
Les rues portent au départ le nom de Flandrin selon leurs orientations ; il y a la rue du Clos-Flandrin (rue de Crimée), la rue au centre du Clos-Flandrin (rue Rast-Maupas), la rue au couchant du Clos-Flandrin (rue Raymond), et la rue au levant du Clos-Flandrin (rue Jean-Baptiste-Say). En 1858, la grande rue du Clos-Riondel et la rue du Clos-Flandrin fusionnent et la rue prend son nom actuel.